# Узбекский государственный университет физической культуры и спорта
Узбекский государственный университет физической культуры и спорта (узб. Oʻzbekiston davlat jismoniy tarbiya va sport universiteti) — высшее учебное заведение в городе Чирчик (Узбекистан), занимающееся подготовкой специалистов в сфере физической культуры и спорта. До 2017 года вуз базировался в столице Узбекистана — Ташкенте.

## Названия
- Узбекский государственный институт физической культуры (1955—2018)
- Узбекский государственный университет физической культуры и спорта (с 2018 года)

## История
В соответствии с постановлением Совета министров Узбекской ССР от 27 сентября 1955 года на базе Ташкентского техникума физической культуры был основан Узбекский государственный институт физической культуры. Техникум существовал с 1934 года и являлся первым физкультурным учебным заведением на территории республики. Первым ректором института стал Арминак Кочаров.
В первые годы работы преподаватели и студенты вуза столкнулись с проблемой неразвитой инфраструктуры новосозданного института. К тому времени вуз располагал одним зданием, спортивным залом, двумя баскетбольными, одной волейбольной площадкой и гимнастическим городком. В 1956/57 учебном году в институт физической культуры поступило 184 человека. Первый выпуск в количестве 59 специалистов состоялся в 1959 году. В 1962 году при институте была открыта аспирантура, которую возглавил профессор А. И. Яроцкий.
На 1963 год в институте имелся педагогический факультет, отделения заочного и вечернего обучения. По состоянию на 1963 год в учебном заведении училось 1655 человек, а за их обучение отвечало 136 преподавателей.
В соответствии с указом президента Узбекистана Ислама Каримова «О приёме в высшие учебные заведения Республики Узбекистан в 2006—2007 учебном году» от 2 июня 2006 года в институте была выделена квота на 221 место для женщин. В 2010 году в институте училось 3235 студентов, а в 2017 году — 4205. При этом, если в 2010 году 64 % студентов обучалось на платной основе, то к 2017 году данная цифра увеличилась до 70 %. По состоянию на 2018 год 68 % обучалось на узбекском, а 32 % — на русском языке.
В 2017 году вуз переехал из Ташкента в город Чирчик, расположившись в здании № 19 по улице Спортсменов. Институту были переданы здания и парк Алмалыкского горно-металлургического комбината.
Указом президента Узбекистана Шавката Мирзиёева от 5 марта 2018 года «О мерах по коренному совершенствованию системы государственного управления в области физической культуры и спорта» институт был преобразован в Узбекский государственный университет физической культуры и спорта. Кроме того, университет был признан базовой структурой в Узбекистане по подготовке кадров в сфере физической культуры и спорта. В 2019 году правительство страны издало указ, согласно которому при университете откроются совместные факультеты с Белорусским государственным университетом физической культуры и Университететом имени Лесгафта. В 2020 году в университет поступило 1125 студентов дневной формы и 600 студентов-заочников.

## Структура
По состоянию на 2018 год в структуру учебного заведения входило четыре факультета:
- Факультет спортивного многоборья;
- Факультет повышения квалификации;
- Факультет спортивных единоборств;
- Факультет спортивных игр.

## Выпускники
Полный список выпускников Узбекского государственного университета физической культуры и спорта, о которых есть статьи в Википедии, смотрите здесь.
За первые десять лет своего существования, к 1965 году, выпускниками института стало 1438 человек, 428 из которых являлись узбеками. 60 % человек, окончивших учёбу в первые десять лет существования института, были направлены в сельские районы.
Выпускниками вуза являются: Заслуженный мастер спорта СССР и РФ, двукратный Олимпийский чемпион по вольной борьбе Арсен Фадзаев, Заслуженные спортсмены Узбекистана (Армен Багдасаров, Артур Григорян, Сергей Войнов, Равшан Ирматов), победители и призёры Олимпийских игр (Фазлиддин Гоибназаров, Шахрам Гиясов, Муроджон Ахмадалиев, Бектимир Меликузиев, Ихтиер Наврузов).

## Руководители
- Кочаров, Арминак Тигранович (1955—1958)[1]
- Исраилов, Шоакром Холматович (2013—2018)[7]
- Балтабаев, Махмуджан Рустамович (с 2018 года)[8]